# 지속적으로 운영되고 있는 가장 오래된 대학 목록

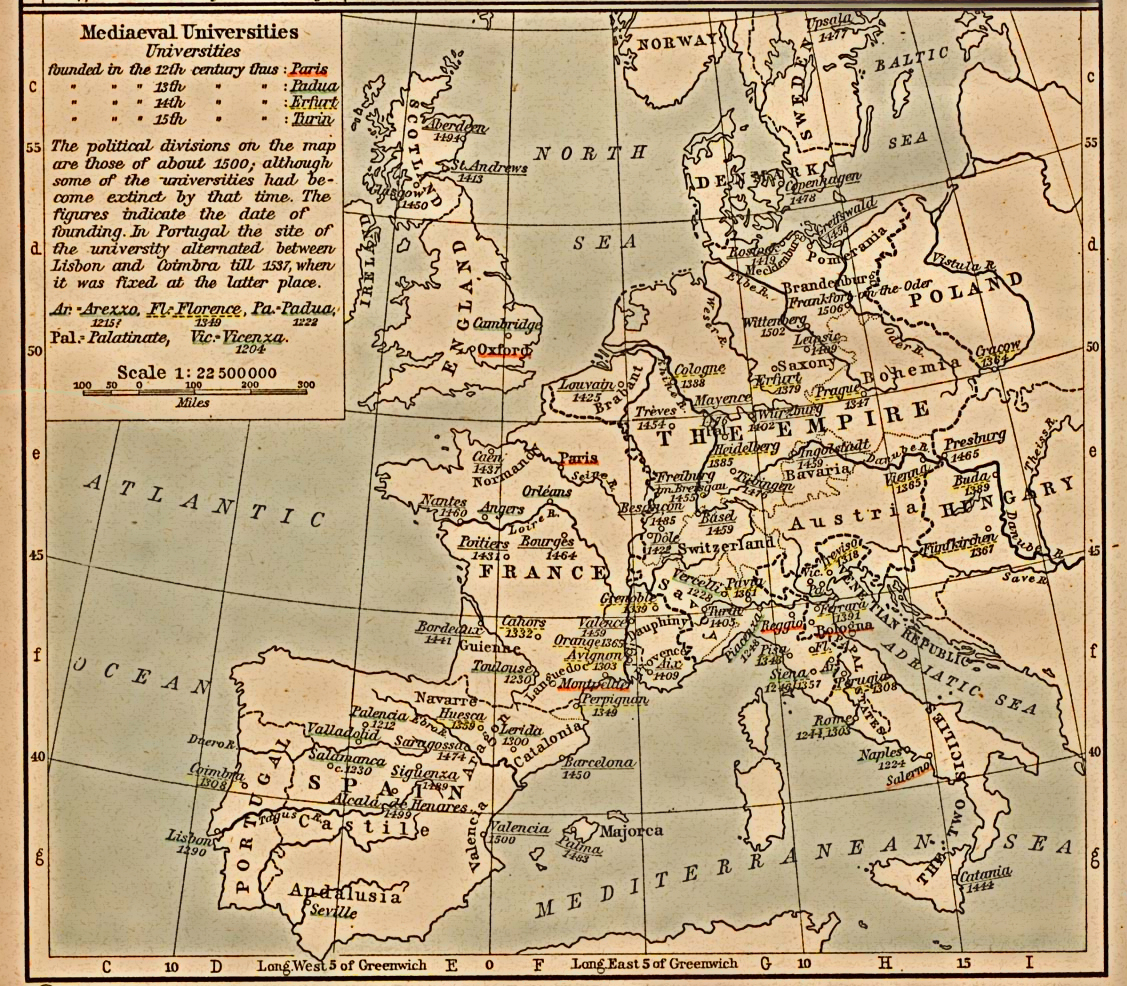
1911년 유럽 중세 대학 지도

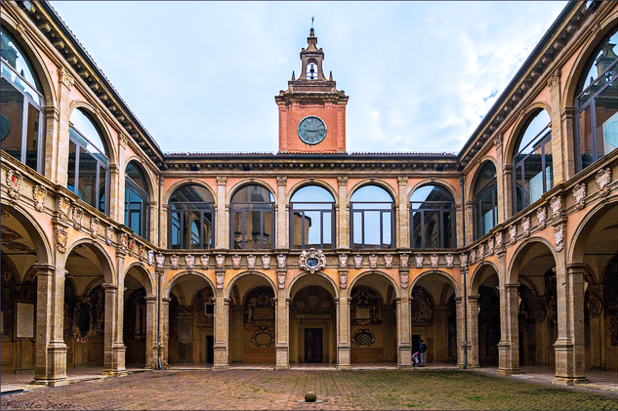
1088년에 설립된 이탈리아 볼로냐의 볼로냐 대학교는 현재도 운영되고 있는 세계에서 가장 오래된 대학교이다.

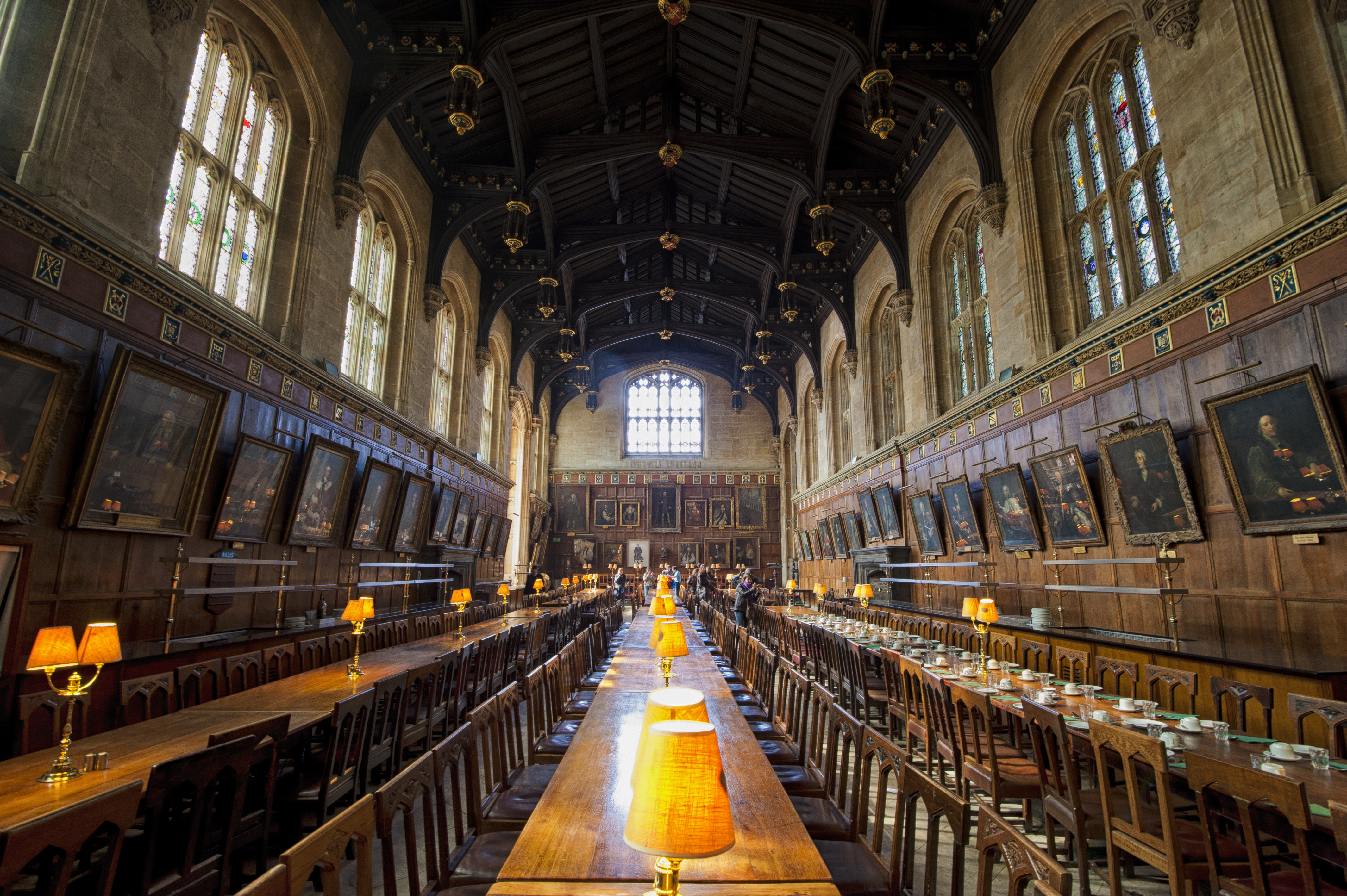
영국 옥스퍼드에 있는 세계에서 두 번째로 오래된 대학이자 영어권 세계에서 가장 오래된 대학인 옥스퍼드 대학의 식당

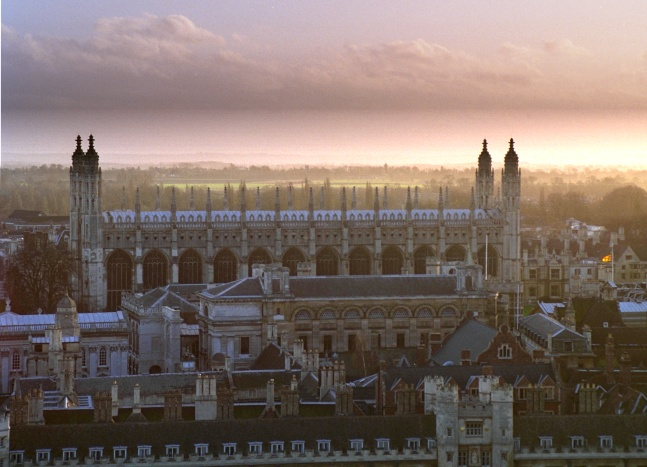
영국 케임브리지에 있는 세계에서 세 번째로 오래된 대학인 케임브리지 대학의 일부 전경

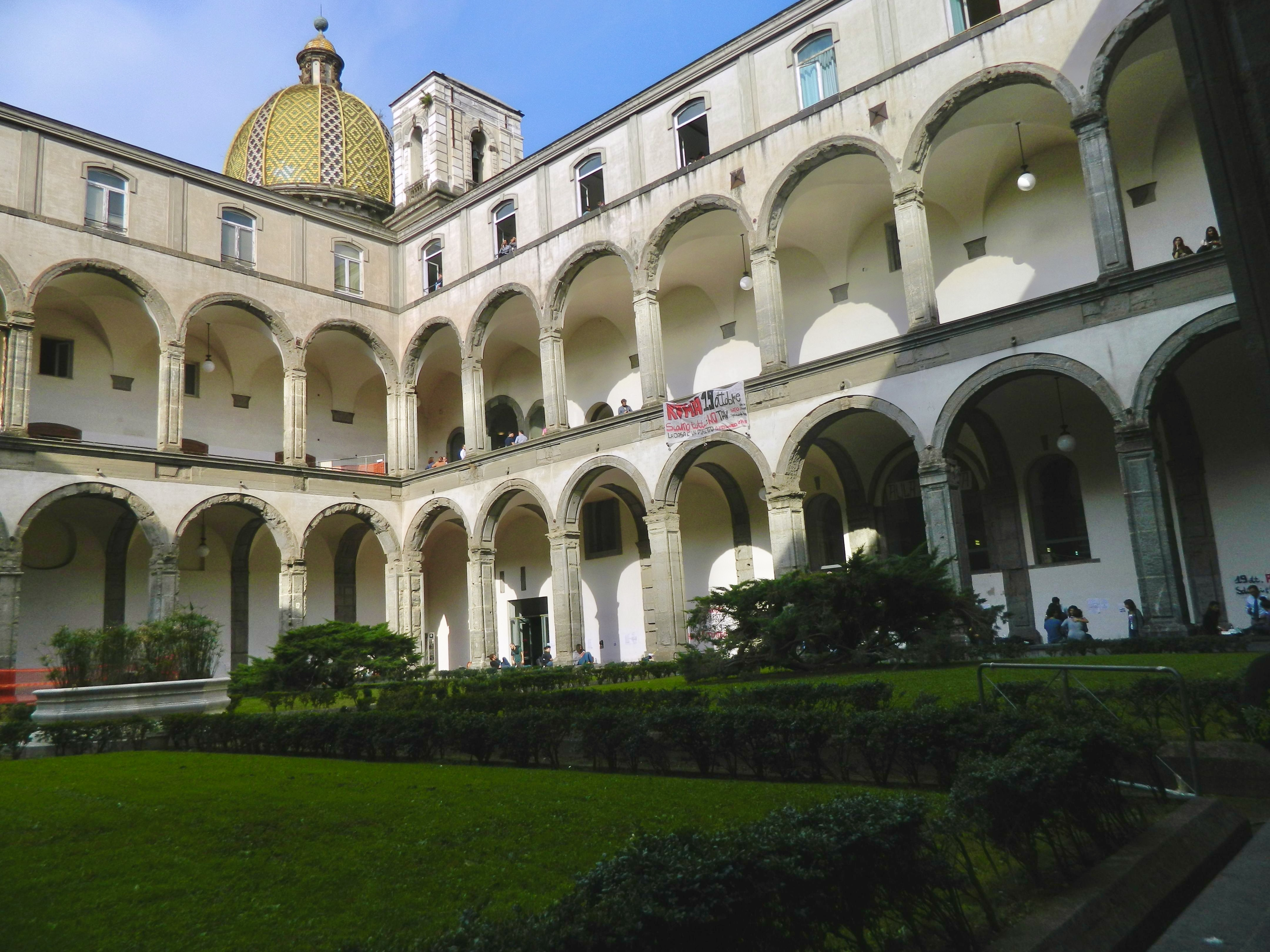
이탈리아 나폴리에 있는 나폴리 페데리코 2세 대학교는 시칠리아 국왕으로 재임하던 프리드리히 2세가 1224년에 설립한, 지속적으로 운영되고 있는 세계에서 가장 오래된 국립 대학이다.

이것은 세계에서 가장 오랫동안 지속적으로 운영되어 온 대학들의 목록이다.

## 1500년 이전에 대학으로 설립
| 위치                          | 위치                                                                        | 현재 이름                    | 연도                                                      | 추가 내용 |
| 현재                          | 원래                                                                        | 현재 이름                    | 연도                                                      | 추가 내용 |
| ----------------------------- | --------------------------------------------------------------------------- | ---------------------------- | --------------------------------------------------------- | --------- |
| 아프가니스탄 (카불)           | 아프가니스탄 왕국 · (카불)                                                  | 카불 대학교                  | 1931                                                      |           |
| 바레인 (사키르, 이사 타운)    | 바레인 (사키르, 이사 타운)                                                  | 바레인 대학교                | 1986                                                      |           |
| 방글라데시 (다카)             | 틀:나라자료 British Raj (다카, 벵골 대통령직)                               | 다카 대학교                  | 1921                                                      |           |
| 부탄 (팀부)                   | 부탄 (팀부)                                                                 | 부탄 왕립 대학교             | 2003                                                      |           |
| 브루나이 (반다르 세리 베가완) | 브루나이 (반다르 세리 베가완)                                               | 브루나이 다루살람 대학교     | 1985                                                      |           |
| 캄보디아 (프놈펜)             | 프랑스 보호령 캄보디아 · (프놈펜)                                           | 왕립미술대학교               | 1917                                                      |           |
| 중화인민공화국                | 청제국 ·                                                                    | 천진대학교                   | 1895                                                      |           |
| 중화인민공화국                | 청제국 ·                                                                    | 베이징대학교                 | 1898                                                      |           |
| 동티모르                      | 동티모르                                                                    | 동티모르 국립대학교          | 2000                                                      |           |
| 홍콩                          | [[파일:{{{국기그림-1910}}}\|22x20px\|border \|alt=홍콩의 기]] 홍콩          | 홍콩 대학교                  | 1911 (대학으로서, 1887년)                                 |           |
| 인도 (뉴델리)                 | 인도 제국 (알리가르, 영국령 인도 연합주)                                    | 이슬람 제국                  | 1920                                                      |           |
| 인도 (뉴델리)                 | 틀:나라자료 British Raj (뉴델리)                                            | Delhi University             | 1922                                                      |           |
| 인도 (Serampore)              | 덴마크 인도 · (Frederiknagore)                                              | Serampore College            | 1827 (대학으로, 대학 1818)                                |           |
| 인도 (콜카타)                 | 틀:나라자료 영국령 인도 (캘커타, 벵골 대통령령) \| \| 캘커타 대학교         | 1857                         |                                                           |           |
| 인도 (뭄바이)                 | 틀:나라자료 British Raj (봄베이, 봄베이 대통령직)                           | 1857                         | 뭄바이 대학교                                             |           |
| 인도 (첸나이)                 | 틀:나라자료 British Raj (Madras, Madras Presidency)                         | 1857                         | 마드라스 대학교                                           |           |
| 인도 (알리가르)               | 틀:나라자료 영국령 인도 (알리가르, 북서부 지방 )                            | 알리가르 무슬림 대학교       | 1920 (대학 1875)                                          |           |
| 인도 (Prayagraj)              | 틀:나라자료 British Raj (알라하바드, 영국령 인도 연방)                      | 알라하바드 대학교            | 1887                                                      |           |
| 인도 (마이소르)               | 인도 (마이소르, 마이소르 왕국)                                              | 마이소르 대학교              | 1916                                                      |           |
| 인도 (바라나시)               | 틀:나라자료 영국령 인도 (바나라스, 영국령 인도 연합주)                      | 바나라스 힌두 대학교         | 1916                                                      |           |
| 인도 (찬디가르)               | 틀:나라자료 영국령 인도 (라호르, 펀자브 주)                                 | 펀자브 대학교                | 1882 (분할 전) 1947년 (분할 후)                           |           |
| 인도네시아                    | 네덜란드 동인도                                                             | 반둥 공과대학                | 1920                                                      |           |
| 인도네시아                    | 네덜란드 동인도                                                             | 인도네시아 대학교            | 1924(호게스쿨; 의대 1851; 대학 1947)                      |           |
| 이란                          | 페르시아 제국                                                               | 테헤란 대학교                | 1934                                                      |           |
| 이란                          | 페르시아의 숭고한 국가                                                      | 카라즈미 대학교              | 1974(대학으로서, 1919년 연구소로서)                       |           |
| 이라크                        | 이라크 왕국                                                                 | 바그다드 대학교              | 1956                                                      |           |
| 이스라엘                      | 오스만 제국 (Beirut vilayet)                                                | Technion – 이스라엘 공과대학 | 1912 (1924 년 개교 )                                      |           |
| 이스라엘                      | 점령된 적 영토 행정부                                                       | 예루살렘 히브리 대학교       | 1918                                                      |           |
| 일본                          | 일본 제국                                                                   | 도쿄 대학교                  | 1877 (대학으로서; 가장 이른 전신 1630)                    |           |
| 일본                          | 일본 제국                                                                   | 게이오 대학                  | 1920 (대학으로서; 1858년 네덜란드 연구 학교)              |           |
| 일본                          | 일본 제국                                                                   | 류코쿠 대학                  | 1922년(1876년에는 "대교(大校)"로, 1639년에는 학교로 개칭) |           |
| 요르단                        | 요르단                                                                      | 요르단 대학교                | 1962                                                      |           |
| 카자흐스탄                    | 소련 · ( 카자흐족 자치사회주의 소비에트 공화국)                             | 알파라비 카자흐 국립대학교   | 1933                                                      |           |
| 쿠웨이트                      | 쿠웨이트                                                                    | 쿠웨이트 대학교              | 1966                                                      |           |
| 키르기스스탄                  | 소련 ( 키르기스 SSR)                                                        | 키르기스 국립대학교          | 1951(as 대학, 교육연구소 1925)                            |           |
| 라오스                        | 라오스                                                                      | 라오스국립대학교             | 1996                                                      |           |
| 레바논                        | 오스만 제국 (Syria vilayet)                                                 | 베이루트 미국 대학교         | 1920 (1866년 학위 수여 대학으로)                          |           |
| 레바논                        | 오스만 제국 (Syria vilayet)                                                 | 세인트 조셉 대학교           | 1872                                                      |           |
| 파키스탄                      | 틀:나라자료 영국령 인도 (펀자브)                                            | 펀자브 대학교                | 1882                                                      |           |
| 파키스탄                      | 틀:나라자료 영국령 인도 (펀자브)                                            | 킹 에드워드 의과대학, 라호르 | 1860                                                      |           |
| 파키스탄                      | 틀:나라자료 영국령 인도 (펀자브)                                            | 정부대학, 라호르             | 2002 (대학으로서) 1864년(대학 시절)                       |           |
| 마카오                        | 마카오                                                                      | 마카오 대학교                | 1981                                                      |           |
| 말레이시아                    | 영국령 말라야                                                               | 말라야 대학교                | 1905                                                      |           |
| 몰디브                        | 몰디브                                                                      | 몰디브 국립 대학교           | 1998 (학위를 수여하는 대학; 2011년 대학교)                |           |
| 몽골                          | 몽골 인민 공화국                                                            | 몽골 국립대학교              | 1942                                                      |           |
| 미얀마                        | 영국령 버마                                                                 | 랑군대학교                   | 1878                                                      |           |
| 네팔                          | [[파일:{{{국기그림-old}}}\|22x20px\|border \|alt=네팔 왕국의 기]] 네팔 왕국 | 트리부반 대학교              | 1959                                                      |           |
| 북한                          | 북조선림시인민위원회                                                        | 김일성대학교                 | 1946                                                      |           |
| 오만                          | 오만                                                                        | 술탄 카부스 대학교           | 1986                                                      |           |
| 팔레스타인                    | Israeli Military Governorate                                                | Bethlehem University         | 1973                                                      |           |
| 필리핀                        | 필리핀 대령                                                                 | 산토 토마스 대학교           | 1645 (대학 1611)                                          |           |
| 카타르                        | 카타르                                                                      | 카타르 대학교                | 1977                                                      |           |
| 사우디아라비아                | 사우디아라비아                                                              | 킹 사우드 대학교             | 1957                                                      |           |
| 싱가포르                      | 해협 정착지                                                                 | 싱가포르국립대학교           | 1905                                                      |           |
| 대한민국                      | 조선                                                                        | 성균관 대학교                | 1895 (대학교로서; 왕립기관기관 1398)                      |           |
| 대한민국                      | 조선                                                                        | 이화여자대학교               | 1946 (대학교로서; 학교로서 1886)                          |           |
| 스리랑카                      | 틀:나라자료 영국 실론                                                       | 콜롬보 대학교                | 1942                                                      |           |
| 시리아                        | 다마스커스 주                                                               | 다마스커스 대학교            | 1923                                                      |           |
| 대만                          | 일본의 대만                                                                 | 국립대만대학교               | 1928                                                      |           |
| 타지키스탄                    | 소련 ( 타지크 SSR)                                                          | 타지크 국립대학교            | 1947                                                      |           |
| 투르크메니스탄 (Ashgabat)     | 소련 ( 투르크멘 SSR)                                                        | 투르크멘 주립대학교          | 1950 (대학으로, 교육학 연구소 1931)                       |           |
| 태국                          | 라타나코신 왕국                                                             | 출라롱콘 대학교              | 1917 (대학으로, 1899년)                                   |           |
| 아랍에미리트                  | 아랍에미리트                                                                | 아랍에미리트 대학교          | 1976                                                      |           |
| 베트남                        | 프랑스령 인도차이나                                                         | 하노이 의과대학              | 1902                                                      |           |
| 베트남                        | 프랑스령 인도차이나                                                         | 베트남 국립대학교, 하노이    | 1904                                                      |           |
| 예멘                          | 틀:나라자료 예멘 아랍공화국                                                 | 사나대학교                   | 1970                                                      |           |

|  | 이 문단은 비어 있습니다. 내용을 추가해 주세요. |

|  | 이 문단은 비어 있습니다. 내용을 추가해 주세요. |

|  | 이 문단은 비어 있습니다. 내용을 추가해 주세요. |

|  | 이 문단은 비어 있습니다. 내용을 추가해 주세요. |